# Il Verbo degli uccelli
Il verbo degli uccelli (in persiano منطق الطیر‎, Manṭiq aṭ-ṭàir, 1177), tradotto anche come la conferenza…, la lingua…, e Il discorso degli uccelli, è un poema di circa 4500 versi in persiano di Farīd ad-dīn ʻAṭṭār.

## Trama
Il verbo degli Uccelli racconta la storia di un gruppo di uccelli pellegrini che partono, guidati da un'upupa, alla ricerca del Simurgh, il loro re, e racconta le loro esitazioni e incertezze durante questo viaggio.
Come altri racconti orientali, il racconto è costellato di racconti, aneddoti, parole di santi e dei pazzi che li accompagnano. Uno dopo l'altro abbandonano il viaggio, ognuno adducendo una scusa, incapaci di sopportare il viaggio. Ogni uccello simboleggia un comportamento o un difetto. Il capostipite è l'upupa, l'usignolo simboleggia l'amante. Il pappagallo cerca la fonte dell'immortalità, non Dio. Il pavone simboleggia le “ anime perdute” che hanno stretto un'alleanza con Satana.
Tutti gli uccelli del mondo si radunano per decidere chi sarà il loro re. L'upupa, che è il più saggio fra loro, li convince ad intraprendere la ricerca del leggendario Simurgh, un uccello della mitologia persiana che corrisponde all'incirca alla Fenice della mitologia occidentale.
Gli uccelli devono attraversare sette valli prima di raggiungere il Simurgh:
1. la Valle della Ricerca (Talab), dove il pellegrino inizia con l'interrogarsi su tutti i suoi dogma, i suoi credi e i suoi scetticismi;
2. la Valle dell'Amore (Ishq), dove la ragione è abbandonata per seguire l'amore;
3. la Valle della Conoscenza (Ma'refat), dove le più grandi conoscenze del mondo diventano completamente inutili;
4. la Valle del Distacco (Isteghnâ), dove tutti i desideri e i legami terreni cessano. È qui dove si suppone che la "realtà" svanisca;
5. la Valle dell'Unificazione (Tawhid), dove il pellegrino realizza che tutto è connesso e che l'amato è al di là di qualunque cosa, compresa l'armonia, molteplicità ed Eternità;
6. la Valle dello Stupore (Hayrat), dove il pellegrino, incantato dalla bellezza dell'amato, diviene perplesso e, cadendo nello stupore, scopre che mai seppe o capì alcunché;
7. la Valle della Privazione e dell'Annientamento (Faqr e Fana), dove l'Io svanisce nell'Universo e il pellegrino diviene senza tempo, ovvero la sua essenza coesiste sia nel passato che nel futuro.

Non appena gli uccelli realizzano la verità, devono poi recarsi alla stazione di Baqa (sussistenza dell'uomo in Dio - continua fana  ) che si trova in cima al monte Qaf. 
Quando i soli trenta uccelli rimasti raggiungono finalmente il luogo dove vive il Simurgh, tutto ciò che essi vedono è uno specchio in cui scorgono la loro stessa immagine riflessa (Questo finale cela un gioco di parole in lingua persiana fra "Simurgh", il nome dell'uccello mitico, e "si murgh", che in persiano significa appunto "trenta uccelli"). Ciò rappresenta la dottrina Sufi secondo cui Dio non è esterno o separato dall'universo, bensì costituisce la totalità di ciò che esiste; i trenta uccelli comprendono infine l'identità mistica fra "Simurgh" e la loro stessa essenza (il Simurgh che raffigura Dio, ma anche l'anima capace di guardare come l'Essere Divino). L'asprezza del viaggio li aveva purificati, trasformando loro stessi in Simurgh: «C'erano due Simurgh, e tuttavia ce n'era uno solo; e tuttavia erano due». Il senso anagogico è che, con l'unione, si giunge al Tutto (3x10) e così a Dio, somma di tutti gli esseri.
In breve l'opera è un'allegoria nella quale la ricerca del Simurgh rappresenta la ricerca di Dio, l'upupa rappresenta un maestro Sufi, ognuno degli altri uccelli rappresenta un vizio umano che ostacola il raggiungimento dell'illuminazione spirituale e le valli simboleggiano le tappe che un Sufi deve attraversare per attingere la vera natura di Dio.
All'interno di questa cornice narrativa, costituita dalla storia del viaggio degli uccelli, ʻAṭṭār inserisce numerosi brevi racconti, sorta di "parabole" con funzione didattica.

## Illustrazioni
Collezione al Metropolitan Museum of Art, New York. Folio d’un manoscritto illustrato datato c.1600. Dipinti di Habiballah of Sava (attivo ca. 1590-1610), in inchiostro, opaco acquerello, oro e argento su carta, dimensioni 25,4 x 11,4 cm.

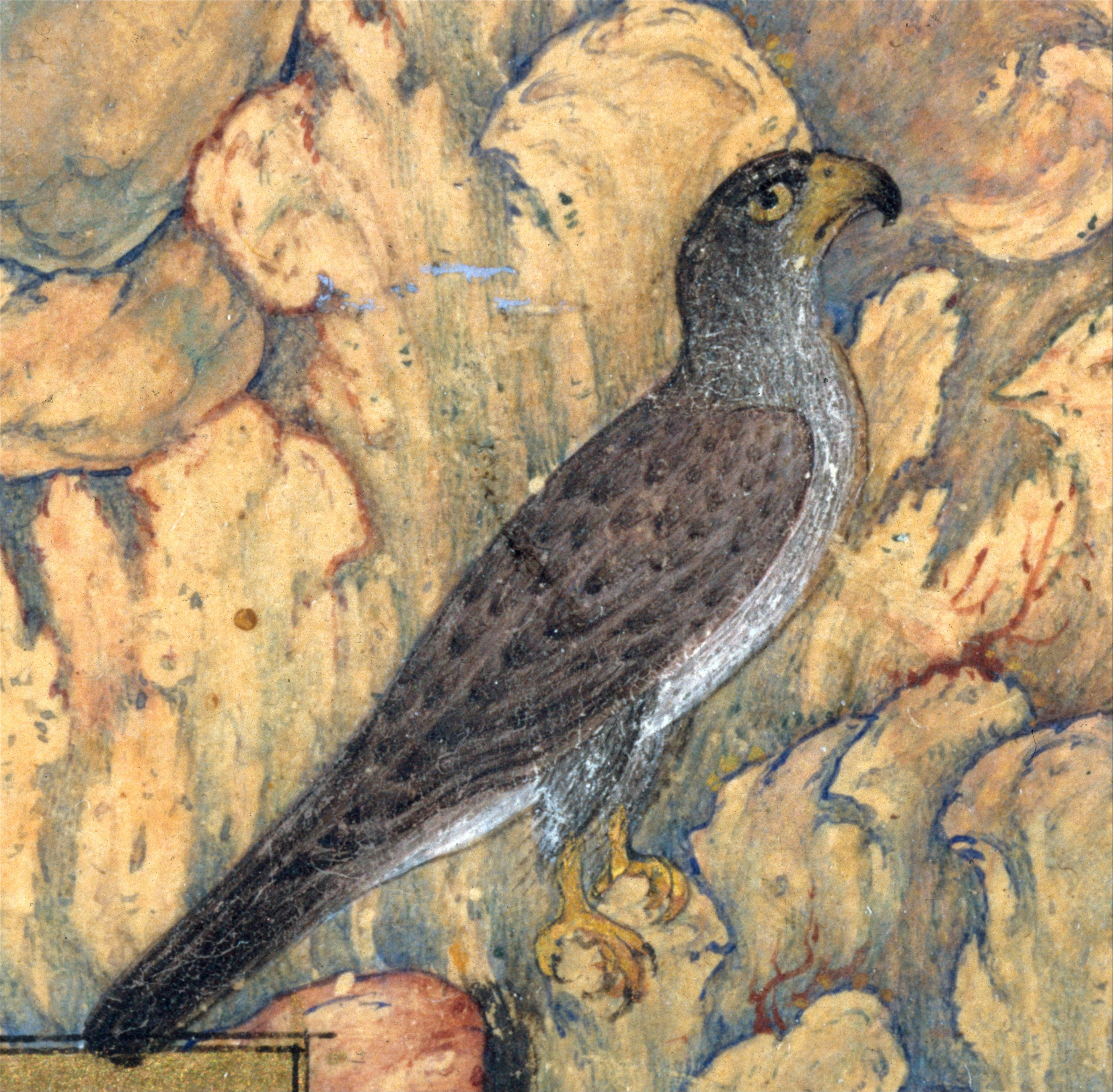
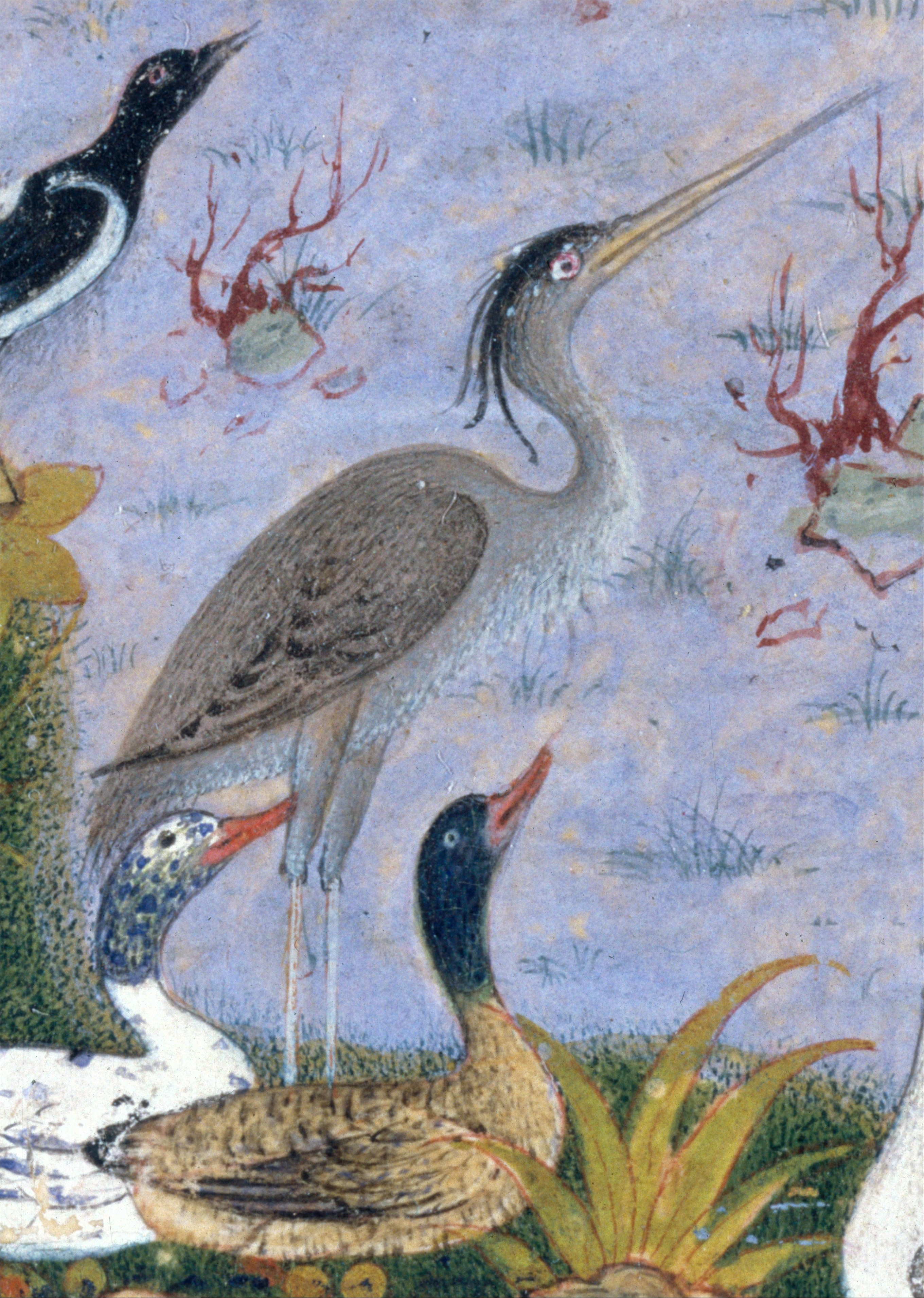
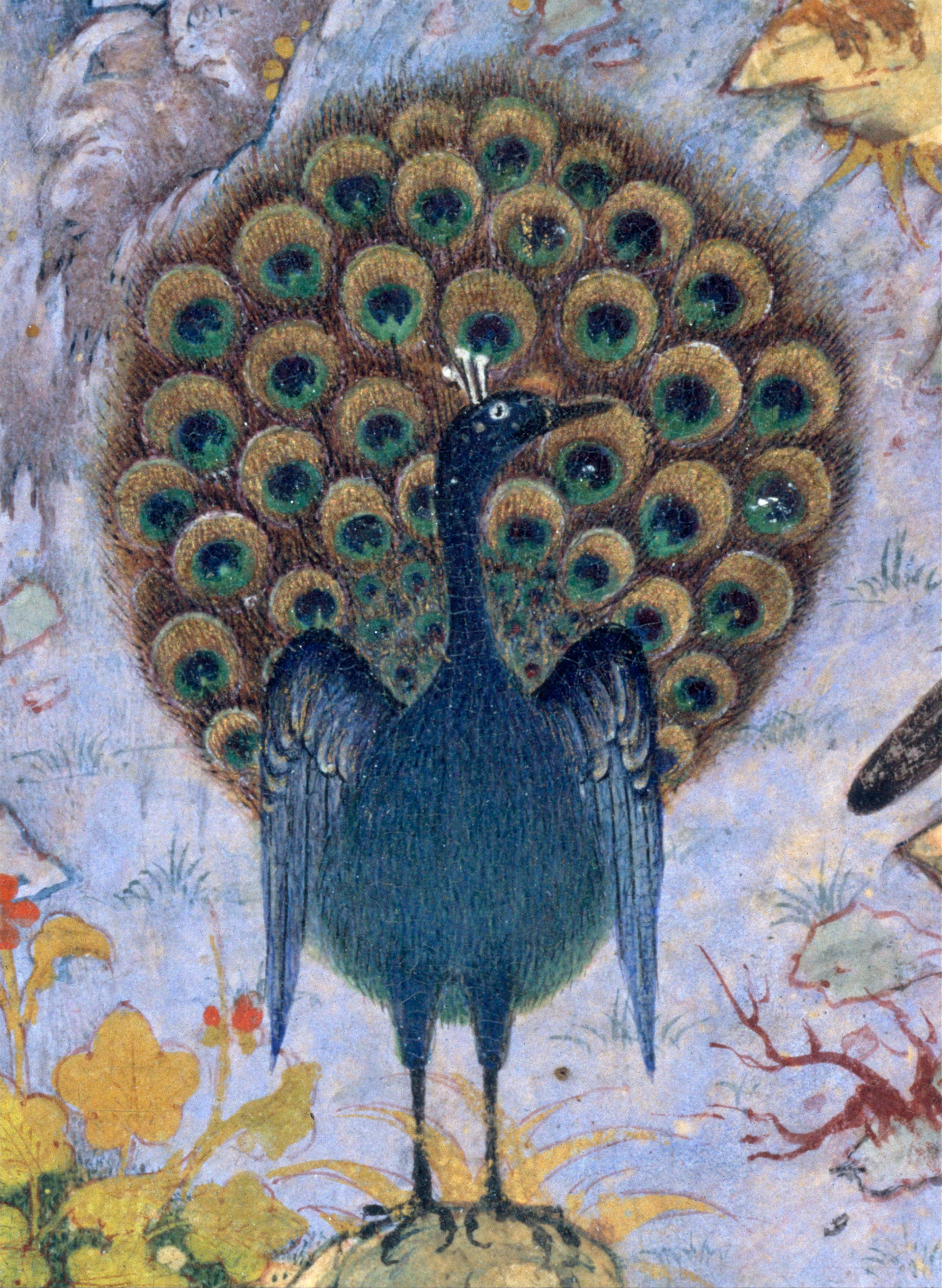

## Edizioni
- Carlo Saccone (a cura di), Il verbo degli uccelli (Mantiq al-Tayr), 4a ed., interamente rivista dal curatore, Centro Essad Bey-CreateSpace IPP, Charleston 2016,
- Carlo Saccone (a cura di), Il verbo degli uccelli, Milano, Arnoldo Mondadori Editore, 1999, ISBN 88-04-46863-7.
- Il verbo degli uccelli, presentato da Angelo Iacovella, Orizzonti dello spirito, n. 72, Roma, Edizioni Mediterranee, 2002, ISBN 88-272-1469-0.
- Carlo Saccone (a cura di), Il verbo degli uccelli, Milano, SE, 2007, ISBN 978-88-6723-106-5.